# Зеленський Володимир Олександрович
Володи́мир Олекса́ндрович Зеле́нський (нар. 25 січня 1978, Кривий Ріг) — український державний і політичний діяч, шостий і чинний Президент України[⇨] (з 2019). Широку популярність здобув як менеджер у сфері культури, актор, шоумен і комік у складі студії Квартал 95. З виборів 2019 року розпочав політичну діяльність, за підтримки політичної партії Слуга народу. «Людина року» за версією журналу Time (2022).
Народився в 1978 році в Кривому Розі в сім'ї технічної інтелігенції. Вищу освіту здобув в Криворізькому економічному інституті (бакалавр права).
Кар'єрний шлях розпочав з участі в КВК у командах «Запоріжжя — Кривий Ріг — Транзит», «Збірна Кривого Рогу» та «95-й квартал», в останній з яких Володимир Зеленський був капітаном, актором і автором більшості номерів[⇨]. 2003 року, після виходу з КВК, його команда «95-й квартал» почала давати концерти на телебаченні. Уже як «Студія Квартал-95» 2005 року команда створює шоу «Вечірній квартал», в якому Володимир Зеленський постає ідеологом, автором, режисером і провідним актором[⇨]. У 2010—2011 роках працював генеральним продюсером телеканалу «Інтер»[⇨]. Упродовж своєї кар'єри виступав у численних телепроєктах, найпримітніше — у ролі актора («Вечірній квартал»), ведучого («Київ вечірній», «Ліга сміху») та судді («Розсміши коміка»)[⇨].
Володимир Зеленський брав участь у виробництві понад двох десятків кінофільмів і телесеріалів як актор (зокрема «Кохання у великому місті», «8 перших побачень», «Я, ти, він, вона»), продюсер (як-от «Свати», «Я буду поруч», «Кохання у великому місті 3»), сценарист («Свати»), а також був актором дубляжу («Хортон», «Пригоди Паддінгтона» та інші)[⇨].
Протягом 2015—2018 років Володимир Зеленський грав у телесеріалі «Слуга народу» роль Василя Голобородька — вчителя історії, якого обирають Президентом України[⇨]. Перші три серії третього сезону серіалу вийшли безпосередньо перед першим туром виборів Президента України 2019, у яких Володимир Зеленський брав участь як висуванець однойменної з телесеріалом партії «Слуга народу» і здобув найбільшу кількість голосів. Після перемоги в другому турі виборів обраний на посаду Президента України[⇨].
Володимира Зеленського неодноразово критикувала громадськість[⇨]. З-поміж іншого його звинувачували у національній меншовартості[⇨] і зв'язках з олігархом Ігорем Коломойським[⇨]. Зеленський був фігурантом декількох історій, пов'язаних з офшорами[⇨] і приховуванням незадекларованого маєтку в Італії[⇨].
За каденції Зеленського був прийнятий Закон про ринок землі, що посилив економічну лібералізацію та дерегуляцію, програма Велике будівництво, введена масова оцифровування (зокрема, Дія та безліч інших застосунків), була підписана Стамбульська конвенція про захист жінок та їх прав, був підписаний договір на євроінтеграцію України та затверджений статус України як кандидата в члени ЄС, легалізований медичний канабіс, підписаний Закон про мобілізацію тощо.
З початком російського вторгнення в Україну зайняв позицію, спрямовану на захист суверенітету України. За оцінкою численних світових ЗМІ, Зеленський прийняв роль, якої від нього майже ніхто не очікував. За версією журналу «Time», Зеленський став найвпливовішою людиною 2022 року набравши 5 % голосів (понад 3,3 мільйона читачів)[⇨].
7 березня 2022 року отримав Премію свободи імені Рональда Рейгана за «За його мужню боротьбу з тиранією та за його незламну позицію щодо свободи та демократії»[⇨]. 26 липня 2022 року прем'єр-міністр Великої Британії Борис Джонсон вручив Зеленському премію лідерства імені Черчилля «за неймовірну мужність, опір і гідність перед обличчям варварського вторгнення Путіна». 28 липня 2022 року був нагороджений найвищою нагородою Литви — орденом Вітовта Великого. 8 лютого 2023 року Президент Франції Емманюель Макрон нагородив Зеленського орденом Почесного легіону[⇨].

## Життєпис
Народився 25 січня 1978 року в Кривому Розі в єврейській сім'ї.
Батько — Олександр Зеленський — доктор технічних наук, професор, завкафедри інформатики та інформаційних технологій Державного університету економіки і технологій, мати Римма працювала інженером, дід Семен Зеленський брав участь в Другій світовій війні[джерело?].
Перед вступом до другого класу криворізької школи (потім — гімназії) № 95 жив чотири роки у Монголії (у місті Ерденет), де батько працював на будівництві гірничо-збагачувального комбінату.
У Кривому Розі мешкав на житломасиві «Мурашник» на Соцмісті у Металургійному районі міста. У 16 років склав TOEFL у Дніпропетровську й отримав грант на освіту в Ізраїлі, але не поїхав, бо батько не дозволив. Юридичну освіту здобув у 2000 році на факультеті правознавства Криворізького економічного інституту (на той час був філіалом Київського економічного університету імені Вадима Гетьмана).
За фахом ніколи не працював, за винятком двох місяців практики.

### КВК

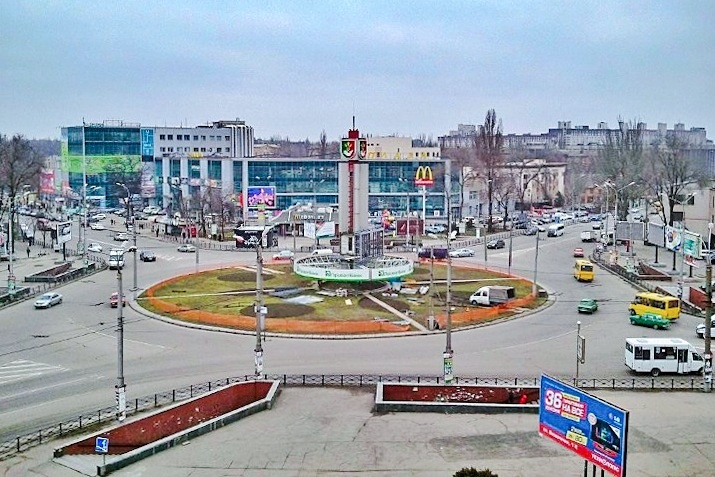
95 квартал — одна із центральних місцевостей Кривого Рогу

У студентські роки захопився КВК, створив театр мініатюр «Беспризорник» (укр. Безпритульник). Водночас Зеленського запросили в команду КВК «Запоріжжя — Кривий Ріг — Транзит».
Незабаром Володимир став не тільки танцювати в команді, а й виконувати ролі. У ній він став чемпіоном Вищої ліги КВК 1997 року.
Водночас із ним у команду прийшли майбутні актори «Студії Квартал-95»: Денис Манжосов, Юрій Крапов, Олександр Пікалов. Трохи пізніше створили команду «Збірна Кривого Рогу», а 1997 року з'явилась команда «95-й квартал». Володимир Зеленський став у ній не тільки капітаном і актором, а й автором більшості номерів.
З 1999 до 2003 року «95-й квартал» виступав у Вищій лізі КВК, учасники команди багато часу проводили в Москві, постійно гастролювали по СНД. Зеленський писав жарти для команди, й також сценарії для корпоративних свят, телепередач, концертів тощо. 2003 року відбувався конфлікт «95-го кварталу» з компанією «Амік». Володимиру Зеленському запропонували залишитися в КВК, але без команди — як автор і редактор. Втім, Зеленський відмовився і залишив КВК.

### «Студія Квартал-95»

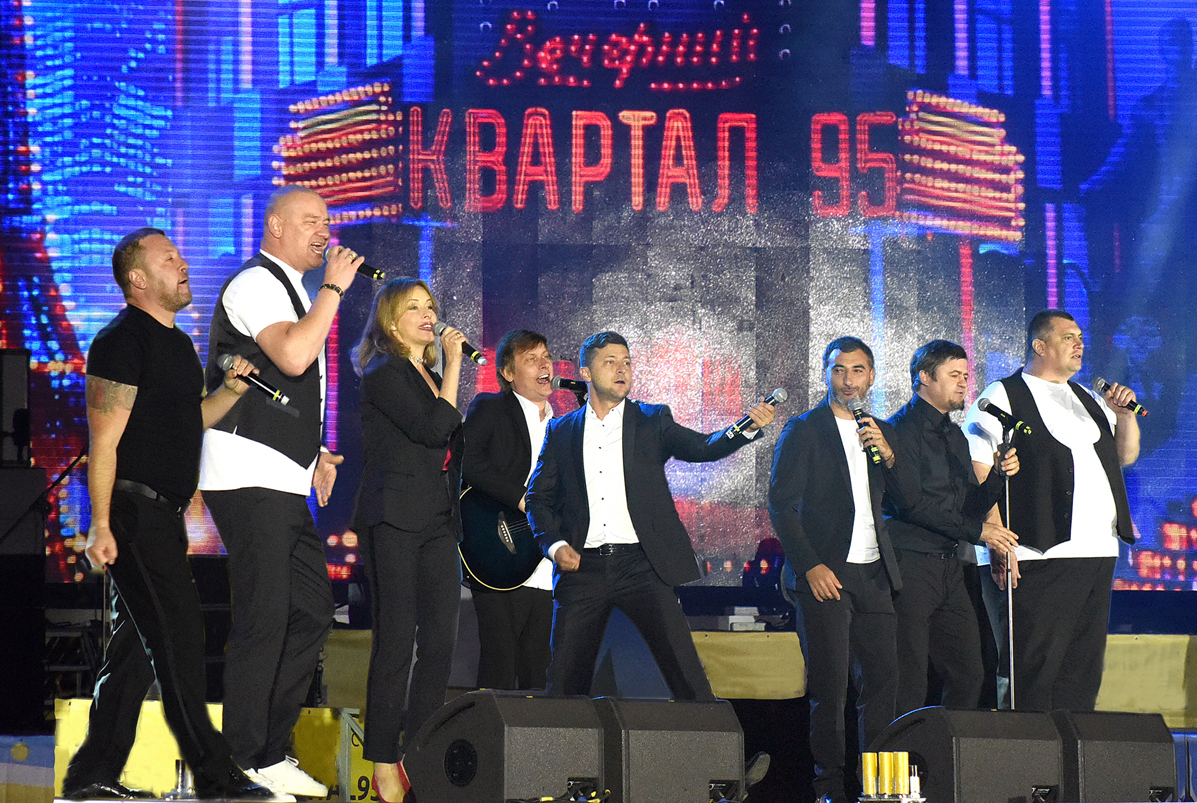
Квартал-95, 2018

Наприкінці 2003 року телеканал «1+1» запропонував «95-му кварталу» зробити серію концертів, що складатимуться з найкращих номерів команди. 2004 року команда починає готувати свій найвідоміший проєкт, водночас підробляючи в різних телепередачах. Володимир веде кулінарне шоу «Містер Кук». Всі доходи вкладаються в спільний проєкт і 2005 року на телеканалі «Інтер» стартує телешоу «Вечірній квартал», ідеологом, автором, режисером і провідним актором якого став Володимир Зеленський. Шоу швидко набрало популярність і незабаром за рейтингами серед української аудиторії випередило КВК і «Comedy Club». Критики відносять «Вечірній квартал» до політичного кабаре — одного з традиційних театральних жанрів, характерного радше для Європи.
Згодом команда «95-й квартал» переросла в «Студію Квартал-95», власниками якої є Володимир Зеленський, Борис і Сергій Шефір. Студія випускає декілька проєктів («Вечірній квартал», «Бійцівський клуб», «Україно, вставай»), пише сценарії для телепередач («Пісня року», «Полундра»), мюзиклів («За двома зайцями», «Три мушкетери», «Дуже новорічне кіно, або ніч у музеї»), фільмів та корпоративів.
У складі «Студії Квартал-95» виступав із волонтерськими концертами в АТО та жертвував кошти на потреби АТО. За фінансову допомогу українській армії проти нього в Росії порушено кримінальну справу 2015 року.
У квітні 2019 року Зеленський заявив, що виходить із бізнесу в «Студії Квартал 95».

### Продюсер телеканалу «Інтер»
23 грудня 2010 року призначений генеральним продюсером телеканалу «Інтер». 5 серпня 2011 року Зеленський звільнився з посади продюсера «Інтера», пояснивши це бажанням зосередитися на проєктах Студії Квартал-95, проте вже в листопаді того ж року повернувся на ту ж посаду. 3 вересня 2012 року Зеленський звільнився з посади продюсера «Інтера». У жовтні 2012 року стало відомо, що Зеленський та «95 квартал» уклали угоду з телеканалом «1+1».

## Політична діяльність
У серпні 2014 року Зеленський виступив проти наміру Мінкульту створити список осіб з Росії, що створюють загрозу нацбезпеці України.
2015 року, після виходу серіалу «Слуга народу» (а пізніше — фільму), почалися розмови про те, що Зеленський може бути кандидатом на посаду Президента України. У грудні 2017 року юрист «Студії Квартал 95» Іван Баканов зареєстрував однойменну політичну партію — Слуга народу.
У грудні 2018 року Зеленський заявив, що як Президент України спробує припинити російсько-українську війну на Донбасі шляхом переговорів з Росією.

### Президентські вибори (2019)

Результати голосування у другому турі президентських виборів за округами. Зеленим позначено округи, де переміг Володимир Зеленський, бордовим — Петро Порошенко, сірим — окуповані території.

Володимир Зеленський оголосив про намір балотуватися у президенти України під час новорічного звернення в ефірі каналу 1+1.
21 січня 2019 року партія «Слуга народу» на своєму з'їзді висунула Зеленського кандидатом у президенти, а 30 січня ЦВК офіційно зареєструвала кандидатуру Зеленського на виборах.
Соціологи почали включати кандидатуру Володимира Зеленського навесні 2018 року. Протягом 2018 року його рейтинг коливався у межах 5—10 % підтримки, проте після оголошення про його політичні амбіції вже в середині січня він очолив рейтинг кандидатів у президенти, надалі збільшуючи свою перевагу над рейтингами своїх головних конкурентів Петра Порошенка та лідерки ВО «Батьківщина» Юлії Тимошенко.
Під час передвиборчої кампанії Зеленський позиціював себе як альтернативу старій політичній системі та старим політикам. Багато в чому висока підтримка його кандидатури зумовлювалася невдоволеністю виборців поточним станом справ у державі — розчаруванням у фігурах політичної еліти, що були при владі майже 30 років, а також переважним переконанням виборців, що після 5 років, що минули з часу Революції гідності, країна рухається в, на їхню думку, неправильному напрямку.
Певною мірою кандидатура Зеленського ототожнювалася із зіграним ним персонажем серіалу «Слуга народу» вчителем історії Василем Голобородьком, який став «президентом з народу», хоча головний політконсультант Зеленського Дмитро Разумков заперечував це та в інтерв'ю українським ЗМІ зазначив, що «кандидат в президенти Володимир Зеленський — це не образ його персонажа Василя Голобородька».
Власну виборчу програму Володимир Зеленський запропонував написати своїм прихильникам. Основними її пунктами стали реформування економіки України шляхом запровадження «нульової декларації» для бізнесу, переходу від солідарної до накопичувальної пенсійної системи, перетворення України на «електронну країну».
Сам же Зеленський не озвучував нічого конкретного щодо своєї майбутньої політики. Він намагався не виражати свої погляди публічно, уникав великих інтерв'ю, натомість провівши декілька пресконференцій і виступивши на дебатах проти Петра Порошенка.
Фінансування передвиборчої кампанії здійснювалося здебільшого коштом партії «Слуга народу» (16 млн грн), внесків фізичних осіб (68 млн грн) та коштів самого Зеленського (11,5 млн грн); загальний бюджет передвиборчої кампанії становив 102,8 млн гривень відповідно до фінансового звіту ЦВК. Сам Зеленський заявив, що вартість його президентської кампанії становить 80,5 млн гривень його власних коштів, коштів його друзів та партнерів по бізнесу.
Під час передвиборчої кампанії обговорювалися можливі зв'язки Зеленського з олігархом Ігорем Коломойським. Зокрема, зв'язки кандидата та бізнесмена досліджували проєкти журналістських розслідувань «Схеми» та Bihus.info. Журналісти виявили, що Зеленський користується послугами охоронців, які свого часу працювали на Коломойського, а до передвиборчого штабу входить юрист олігарха Андрій Богдан. Однак штаб Зеленського, як і сам Ігор Коломойський, звинувачення в співпраці відкинули. Через можливі зв'язки кандидата й олігарха низка публічних осіб та діячів культури закликали не голосувати за Володимира Зеленського.
Під час передвиборчої кампанії Володимир Зеленський запропонував, а Петро Порошенко підтримав ідею Зеленського про здачу аналізів на наявність алкоголю та наркотиків в організмі. Обоє кандидатів здали аналізи, але в різних місцях. Володимир Кличко запропонував здати аналізи в міжнародну лабораторію VADA (Voluntary Anti-Doping Association), де їх здав Порошенко, але Зеленський знехтував його пропозицією та здавав аналізи в клініці «EuroLab», власник якої є його соратником та бізнес-партнером, а кров на аналіз у Зеленського в клініці його партнера брав актор забороненого серіалу «Свати», відзнятого в тому числі студією «Квартал-95». Спочатку було оголошено, що результати будуть за декілька днів, але Зеленський оприлюднив їх у своєму facebook за три години із помилкою в даті. Чинна на той час очільниця МОЗ Супрун заявила, що аналіз лише крові без нігтів та волосся не є дійсним показником наркотичної залежності, на перевірці якої наполягав Зеленський у своєму відеозверненні до Порошенка.
Володимир Зеленський під час дебатів на стадіоні «Олімпійський» заявив про те, що він не був в Росії з моменту початку війни. Однак, за твердженням журналістів програми «Схеми: корупція в деталях» (спільний проєкт Радіо Свобода і телеканалу «UA: Перший»), Зеленський відвідував Росію 4 рази в травні-червні 2014 року. Також соціальними мережами почав ширитись фрагмент із програми ЧистоNews від 14 травня 2014, де Зеленський веде репортаж з Манежної площі в Москві.
Під час тих же теледебатів назвав «повстанцями» російських найманців, що воюють проти ЗСУ в складі терористичних збройних формувань ДНР та ЛНР на Донбасі.
За результатами голосування 31 березня Володимир Зеленський у першому турі посів перше місце, набравши 30,24 % голосів (проти 15,95 % за Петра Порошенка, який також вийшов до другого туру). 21 квітня в другому турі Зеленський переміг свого опонента з результатом у 73,22 % підтримки проти 24,45 % у тодішнього президента.

### Президентство

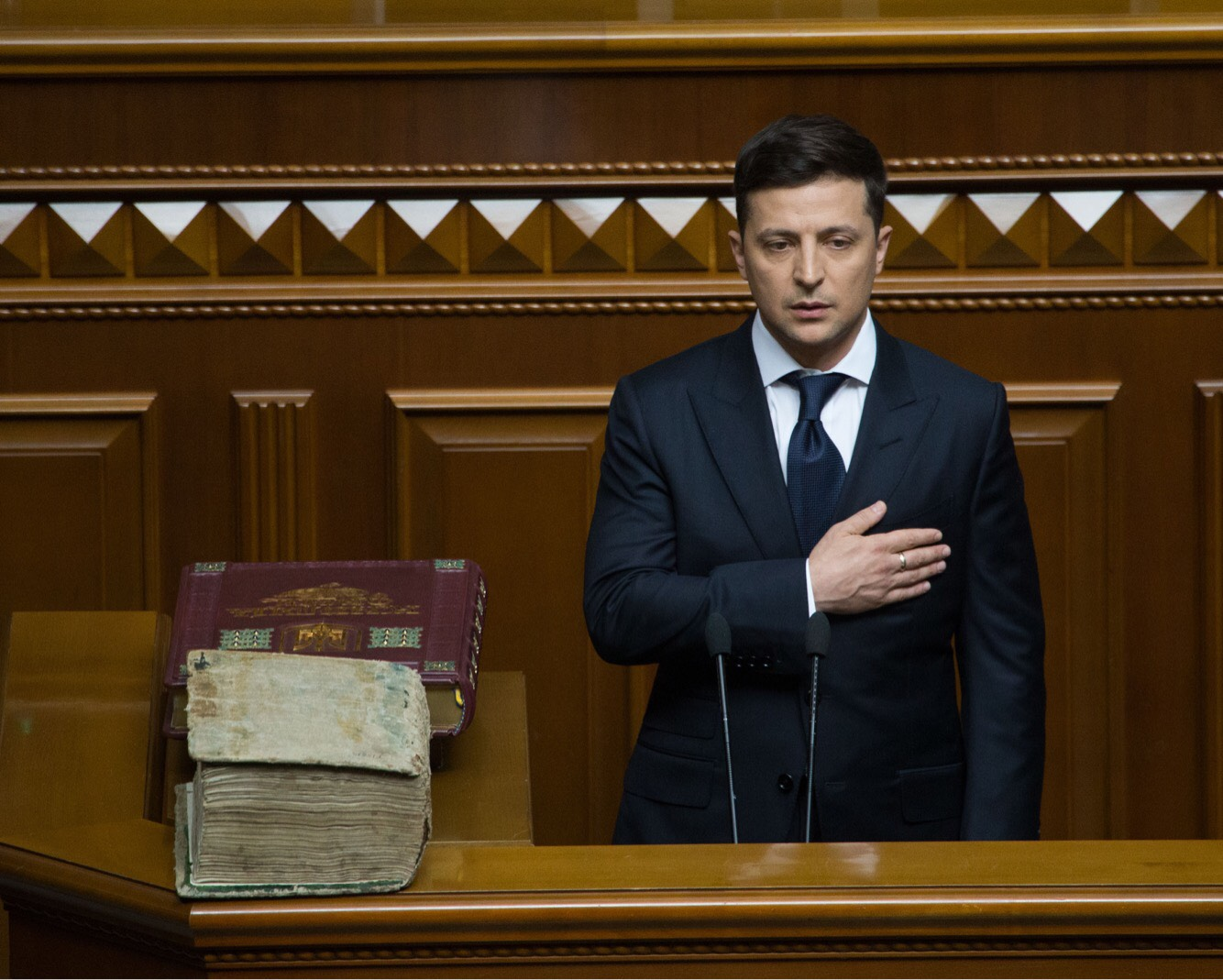
Володимир Зеленський на інавгурації, Київ, 20 травня 2019 року

20 травня 2019 року відбулася інавгурація Володимира Зеленського.
Першими указами новобраний президент сформував керівництво Адміністрації Президента (главою ОП став Андрій Богдан) та призначив начальником Генерального штабу ЗСУ Руслана Хомчака.
21 травня 2019 року Зеленський власним указом достроково розпустив Верховну Раду VIII скликання, призначивши позачергові вибори 21 липня (замість чергових 27 жовтня). Призначив голову Національної інвестиційної ради.
19 вересня 2019 року заступникові голови Офісу президента Сергію Трофімову було передане посвідчення члена Українського товариства сліпих, виписане, на ім'я Володимира Зеленського, щоби він, як Президент, звернув увагу на підприємства, де працюють сліпі, та допомагав товариству та сліпим людям.
У відповідь на неодноразові прохання представників українських ЗМІ, 10—11 жовтня 2019 року Президент України Володимир Зеленський провів найтривалішу у світовій історії пресконференцію, що тривала понад 14 годин: з 10:03 ранку до 00:11 вночі наступної доби, та дав відповіді на понад 500 запитань від понад 200-х з майже акредитованих 300 журналістів з центральних та регіональних ЗМІ України та ЗМІ інших країн: США, Великої Британії, Білорусі, Італії, Іспанії, Нідерландів, Росії, Туреччини, Японії тощо.
Представниками «Національного реєстру рекордів України» Володимиру Зеленському було вручено сертифікат про фіксацію рекорду як українського досягнення.

#### Кадрова політика
20 травня 2019 року, у день інавгурації Зеленського, голова СБУ Василь Грицак, командувач Сил спеціальних операцій Ігор Луньов та міністр оборони Степан Полторак подали заяви на звільнення. 31 травня 2019 року Зеленський звільнив керівництво СБУ. Указом № 342/2019 звільнено першого заступника Голови СБУ Віталія Малікова. Крім того, указом № 343/2019 він звільнив Малікова з посади керівника Антитерористичного центру при СБУ. Також звільнено начальника головного управління СБУ у Києві та області Олега Валендюка (указ № 344/2019) та Петра Цигикала з посади голови Державної прикордонної служби.
21 травня 2020 року призначив керівником Офісу президента Андрія Богдана. 11 лютого 2020 року Президент своїм указом звільнив Богдана з посади керівника Офісу Президента України й призначив на його місце Андрія Єрмака (до цього він був помічником Президента).
11 червня 2019 року видав Указ та одночасно вніс до Верховної Ради законопроєкт про надання згоди на звільнення генерального прокурора України Юрія Луценка. Подання не було розглянуто. Сам Луценко заявляв, що піде у відставку після парламентських виборів. Зеленський заявив, що новим генеральним прокурором бачить Руслана Рябошапку. Того ж дня Зеленський звільнив заступників голови СБУ Олега Фролова і Владислава Косинського та ще шістьох начальників обласних управлінь відомства в Одеській, Львівській, Волинської, Вінницькій, Закарпатській та Чернівецькій областях.
9 липня 2019 року Зеленський одним розпорядженням звільнив 70 голів районних державних адміністрацій. Причиною звільнень вказав закінчення строку повноважень президента України.
4 березня 2020 року Верховна Рада 353-ма голосами звільнила Олексія Гончарука з посади прем'єр-міністра. Виступаючи в парламенті, президент Зеленський заявив, що уряд Гончарука має досягнення, але не зміг впоратись із поставленими завданнями. Новим главою уряду став Денис Шмигаль. За його кандидатуру проголосував 291 депутат.
7 травня 2020 року президент Зеленський призначив Міхеіла Саакашвілі главою Виконавчого комітету Національної ради реформ.
Закон про скасування депутатської недоторканності
11 вересня 2019 року президент підписав Закон України «Про внесення змін до статті 80 Конституції України щодо недоторканності народних депутатів України» (№ 27- IX), ухвалений Верховною Радою 3 вересня 2019 року. Згідно із законом, стаття 80 Конституція України викладається у новій редакції, яка не містить положень про те, що народним депутатам України гарантується депутатська недоторканність і вони не можуть без згоди Верховної Ради бути притягнуті до кримінальної відповідальності, затримані чи заарештовані. Закон набув чинності з 1 січня 2020 року.
Виборча реформа
19 грудня 2019 року Верховна Рада прийняла Виборчий кодекс України загалом з урахуванням пропозицій президента Зеленського, які передбачають відкриті регіональні списки кандидатів у народні депутати. Закон передбачає пропорційну виборчу систему з відкритими списками. Згідно з документом виборці на виборах голосуватимуть не тільки за партію, а за конкретного кандидата в списку партії.
В загальному новий виборчий кодекс замінив велику кількість окремих законів України, що регулювали порядок проведення виборів Президента, Верховної ради України тощо.
Закон про імпічмент
23 вересня 2019 р. президент України В. Зеленський підписав закон про імпічмент. Верховна Рада ухвалила Закон «Про особливу процедуру усунення Президента України з посади (імпічмент)» у першому читанні й загалом 10 вересня. Закон був прийнятий винятково силами депутатів від Слуги Народу. В інших фракціях і депутатських групах законодавчу ініціативу Голови Держави назвали недостатньою й заскладною, а також наголосили на порушенні регламенту ВР під час розгляду проєкту закону.
Відповідно до Закону, процедура імпічменту має ініціюватися більшістю народних депутатів України від конституційного складу ВРУ. Для цього парламент має створити спеціальну тимчасову слідчу комісію, до складу якої повинні входити народні депутати України, спеціальний прокурор і спеціальні слідчі. Ця ТСК готуватиме висновки й пропозиції за дослідженими обставинами щодо вчинення президентом державної зради або іншого злочину.
Рішення про усунення Президента України з посади в порядку імпічменту вважатиметься ухваленим, якщо за нього проголосує не менше ніж три чверті народних депутатів України від конституційного складу Верховної ради України. У разі неухвалення постанови про імпічмент Президента, Голова Верховної Ради України від імені парламенту має вибачитись перед Президентом.
Земельна реформа
14 грудня 2019 р. народні депутати Верховної Ради прийняли за основу проєкт Закону № 2178-10 «Про внесення змін до деяких законодавчих актів України щодо обігу земель сільськогосподарського призначення», який передбачає скасування мораторію на продаж землі сільськогосподарського призначення з 1 жовтня 2020 року.
8 серпня 2019 року під час виступу на україно-турецькому бізнес-форумі Зеленський повідомив про наміри провести земельну реформу в Україні до кінця 2019 року. Раніше в Офісі Президента вже анонсували, що до кінця року планують скасувати мораторій на продаж землі сільськогосподарського призначення.
Мораторій на відчуження сільськогосподарських земель, який із 2001 року продовжувався уже десять разів, наразі[коли?] охоплює 96 % сільськогосподарських земель, при чому 68 % — це паї селян. Закон передбачає заборону на внесення права на земельну частку (пай) до статутних капіталів господарських товариств; купівлю-продаж земельних ділянок сільськогосподарського призначення державної та комунальної власності, крім вилучення (викупу) їх для суспільних потреб; купівлю-продаж або іншим способом відчуження земельних ділянок і зміна цільового призначення (використання) земельних ділянок, які перебувають у власності громадян та юридичних осіб для ведення товарного сільськогосподарського виробництва. Питання залучення іноземних інвесторів відкладено до вирішення на референдумі.
Голоси подали зокрема політичні фракції партії експрезидента Петра Порошенка та Святослава Вакарчука.
7 лютого 2019 року тодішній Президент України Порошенко підписав закон про продовження мораторію до 1 січня 2020 року.
24 травня 2021 року, під час форуму «Україна30. Земля», підписано Закон № 2194 «Про внесення змін до Земельного кодексу України та інших законодавчих актів щодо удосконалення системи управління та дерегуляції у сфері земельних відносин» — про земельну децентралізацію.

#### Закон про легалізацію грального бізнесу
11 серпня Президент України Володимир Зеленський підписав закон про легалізацію грального бізнесу в Україні. За оцінками фахівців це дозволило отримувати гральному бізнесу сукупний дохід до 55,57 млрд грн у 2024 році. Натомість доходи до бюджету виявились меншими за очікувані - лише 1,34 млрд грн за перший рік проти 7,4 млрд. грн. очікуваних.
«Конституційна криза»
Під час кризової ситуації, КСУ заблокував е-декларування і роботу НАЗК в цілому, Зеленський запропонував припинити повноваження суддів КСУ. 29 грудня В. Зеленський видав указ про відсторонення тодішнього голови Конституційного суду України Олександра Тупицького строком на два місяці, а пізніше - про звільнення. Однак цей указ був проігнорований КСУ, згодом оскаржений у Верховний Суді і 14 липня 2021 остаточно визнаний протиправним. Цей період у ЗМІ дістав назву "Конститційної кризи".

#### Санкції проти російських пропагандистських каналів
2 лютого 2021 року Зеленський ввів санкції проти проросійських телеканалів нардепа Тараса Козака та кума Путіна Віктора Медведчука: «112 Україна», «NewsOne», «ZIK». Також, були введені санкції проти Козака терміном на 5 років. 22 лютого РНБО застосувала санкції проти голови ради партії «ОПЗЖ» Медведчука та його дружини Оксани Марченко. До санкційного списку увійшли ще 6 фізичних осіб і 19 юридичних. Санкції пов'язано з розслідуванням СБУ за ст. «фінансування тероризму». Обмеження, зокрема, передбачають блокування активів та анулювання ліцензій на користування надрами. 12 лютого 2022 року президент Зеленський ввів санкції проти телеканалу «Наш» Євгена Мураєва. 
У 2025 році ввів у дію рішення РНБО щодо запровадження санкцій проти російських пропагандистських медіа, проросійських та російських пропагандистів чисельністю  71 людини та 18 організацій.

#### Закон про деолігархізацію
2 червня 2021 року Зеленський подав до ВРУ законопроєкт «Про запобігання загрозам національній безпеці, пов'язаним із надмірним впливом осіб, які мають значну економічну або політичну вагу в суспільному житті (олігархів)». Метою закону, за словами Президента, є боротьба з особами, що мають значні статки та значний вплив у суспільстві та політиці (олігархами). Особу ідентифікують олігархом, якщо вона відповідає 3 із 4 вказаних критеріїв, а після цього її повинні внести до спеціального реєстру. Статус олігарха має визначати РНБО.
1 липня депутати ВР прийняли закон у першому читанні. «За» проголосували 231 депутат пропрезидентської фракції, 18 голосів дала фракція «За майбутнє» та «Довіра» і 8 позафракційних депутатів.
23 вересня того ж року народні депутати підтримали у другому читанні «закон про олігархів». Цей закон підтримали 279 депутатів. Це фракції «СН» — 229 голосів, «Довіра» — 15, «За майбутнє» — 18, «Голос» — 11. Висновок Венеційська комісія надасть у грудні.
5 листопада закон був підписаний президентом Зеленським. Того ж місяця у Європарламенті заявили, що закон про олігархів стане явним політичним інструментом у боротьбі проти політичних опонентів.

#### Судова система
29 червня 2021 р. Верховна Рада прийняла законопроєкт № 7711-Д, який передбачає зміни до Закону «Про судоустрій та статус суддів», відповідно до якого передбачається перезапуск Вищої кваліфікаційної комісії суддів за вищої ролі міжнародних експертів. «За» ухвалення законопроєкту проголосувало 293 депутати, «проти» — 20, утримались — 0.
Законопроєкт, який ухвалили депутати, передбачає, що членів ВККС буде відбирати конкурсна комісія з 6 членів. Йдеться про трьох чинних суддів або суддів у відставці та трьох незалежних міжнародних експертів. Водночас нардепи прийняли 453 поправку, яка передбачає, що міжнародні експерти матимуть вирішальний голос при відборі кандидата до ВККС. Раніше до ухвалення цієї поправки закликали громадські організації. 8 липня Зеленський ветував закон про ВККС та повернув в Раду зі своїми доопрацюваннями.
3 серпня 2021 року Зеленський підписав закон про реформування Вищої ради кваліфікаційної комісії суддів 3711-д, який Рада після вето прийняла повторно з поправками від президента, та № 5068 — щодо реформування Вищої ради правосуддя.

#### «Велике будівництво»
2020 року Міністерством розвитку громад і територій України в співпраці з місцевою владою почато виконання програми «Велике будівництво» для створення об'єктів інфраструктури: шкіл, доріг, дитячих садків, стадіонів, центрів екстреної медичної допомоги. За час дії цієї програми вдалось вирішити більшість логістичних проблем, в тому числі повністю відремонтувати 7 тисяч кілометрів доріг протягом 2021 року. На Прикарпатті в рамках програми було відремонтовано майже 300 км, що дало старт для відновлення потенціалу раніше втрачених маршрутів з Закарпаттям, Тернопільщиною та Чернівецькою областю.
У багатьох ЗМІ програму критикують за можливу крадіжку бюджетних коштів і називають «Великим крадівництвом». Зокрема, 2020 року правоохоронні органи виявили 429 кримінальних правопорушень під час виконання робіт у рамках «Великого будівництва», 

### Вторгнення Росії в Україну (з 2022)

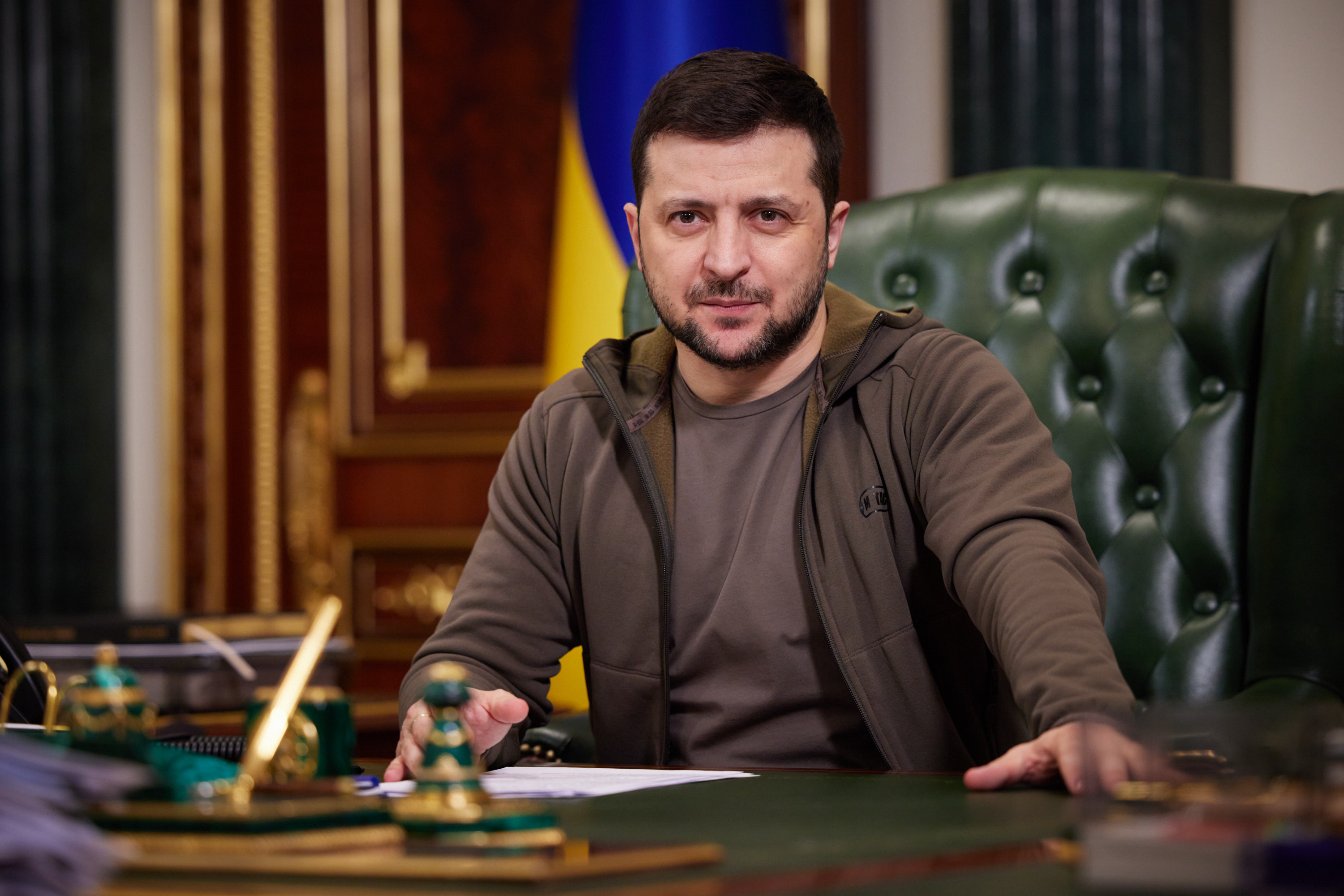
Володимир Зеленський під час звернення, 14 березня

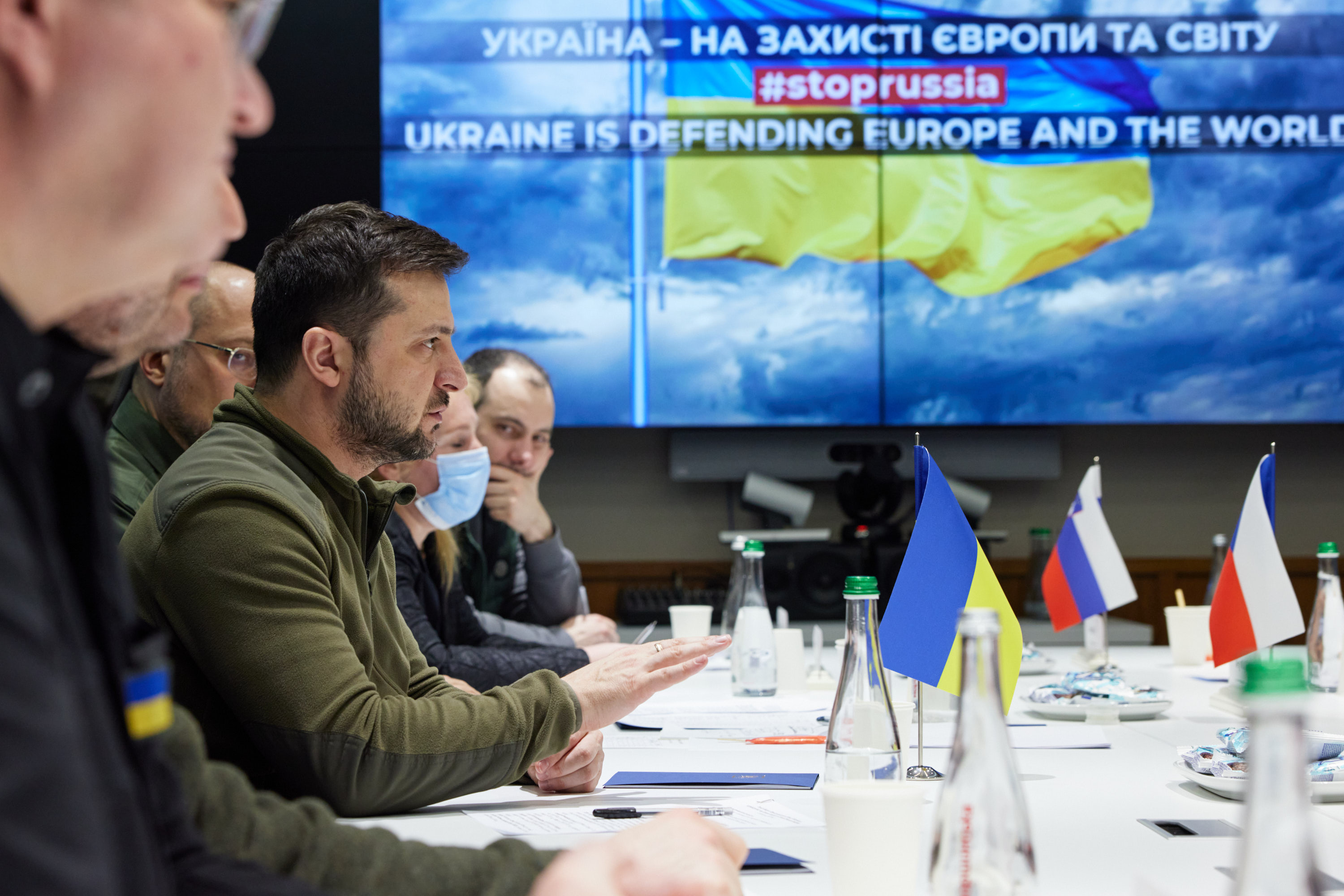
Володимир Зеленський на зустрічі з головами уряду Польщі, Чехії та Словенії, 15 березня

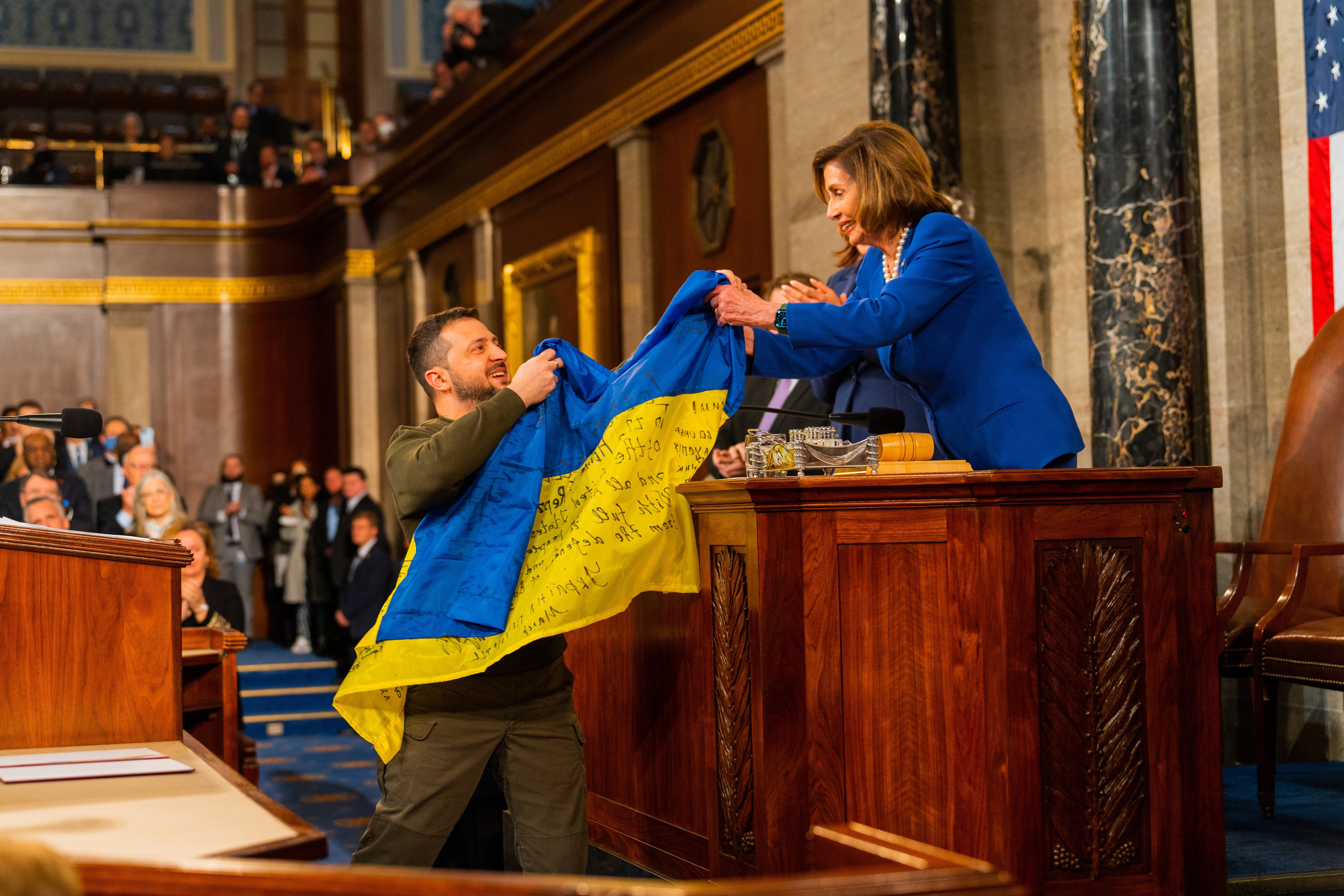
Володимир Зеленський під час виступу в конгресі США, 22 грудня

#### перші дні вторгнення
24 лютого, о 5 ранку, збройні сили РФ розпочали вторгнення Росії до України. Верховна Рада України ввела воєнний стан. Законопроєкт відразу був підписаний президентом Зеленським.. Того ж дня Україна розірвала дипломатичні відносини з Росією.
Під час наступу російських військ на Київ у ніч з 25 на 26 лютого 2022 року, Володимир Зеленський відмовився від пропозиції США евакуювати його зі столиці. Він підтвердив відеозаписом перед Офісом президента, що разом з іншими високопосадовцями перебуває у Києві.
26-27 лютого звертався до прем'єр-міністра Ізраїлю Нафталі Беннета, та самопроголошеного президента Білорусі Олександра Лукашенка з проханням посприяти переговорному процесу, проте безрезультатно.

28 лютого президент Зеленський підписав заявку на членство України в ЄС, результатом чого після тривалих переговорів стало надання Україні статусу кандидата на вступ до Європейського Союзу 23 червня того ж року.
4 березня розкритикував відмову країн-членів НАТО запровадити безпольотну зону в небі над Україною і завив, що Північноатлантичний альянс також нестиме відповідальність за загибель українців.. 
У зверненні 5 березня президент закликав окуповані раніше території Донецької та Луганської областей боротися, як і в інших окупованих містах. Зеленський наголосив, що спротив українців на тимчасово окупованих територіях дає впевненість у тому, що Українську державу буде відновлено.
11 березня Зеленський підписав закон про націоналізацію російських активів..
20 березня РНБО призупинило діяльність партій, які мають зв'язки з РФ: «Опозиційну платформу — За Життя», «Партія Шарія», «Наші», «Опозиційний Блок», «Соціалістична партія України», «Соціалісти», «Прогресивна соціалістична партія України» та інші. Того ж дня президент Зеленський ввів у дію рішення РНБО про тимчасове призупинення проросійських партій. Проте депутати перелічених не були відсторонені від політичної діяльності і продовжили свою діяльність у Верховній раді.

#### політика щодо переговорів
22 серпня заявив, що Україна відмовиться від будь-яких переговорів з Росією, якщо відбудеться показовий суд над захисниками «Азовсталі».  30 вересня 2022 видав указ в якому йшлося про неможливість проведення переговорів з Президентом Російської Федерації В.Путіним. 
Згодом стало відомо про судовий процес у Ростові-на-Дону над 23 військовополоненими захисниками, який  розпочався у червні 2023 і завершився 26 березня 2025 році вироком до 23 років ув'язнення для 12 азовців, яких на той час не вдалось обміняти. Попри цю обставину переговори між Росією та Україною були відновлені 2025 року за наполяганням новообраного президента США Д.Трампа. 
21 грудня 2022 року здійснив перший візит за кордон з початку повномасштабної війни.
13 лютого 2023 року Володимир Зеленський та президент Філіппін Фердинанд Маркос-молодший провели телефонну розмову. Ця телефонна розмова стала першою в історії двосторонніх відносин між Україною та Філіппінами.
5 січня 2025 року стало відомо, що Володимир Зеленський взяв на особистий контроль ситуацію з масовим дезертирством у 155-й окремій механізованій бригаді.
29 липня 2025 року Володимир Зеленський підписав Закон України, який дозволив громадянам України віком від 60 років під час військового стану бути прийнятим на військову службу за контрактом за письмовою згодою командира військової частини і за наявності відмітки про придатність при проходженні ВЛК.

## Особисте життя

### Сім'я
Володимир Зеленський у 2003 році, під час вимушеної відпустки, одружився з авторкою команди Оленою Кияшко, з якою зустрічався понад 7 років. 2004 року народилась донька Олександра, а 2013-го — син Кирило. Олександра, якій станом на січень 2024 — 19 років, навчається на 2 курсі університету, а Кирило — наразі школяр.

### Релігійні погляди

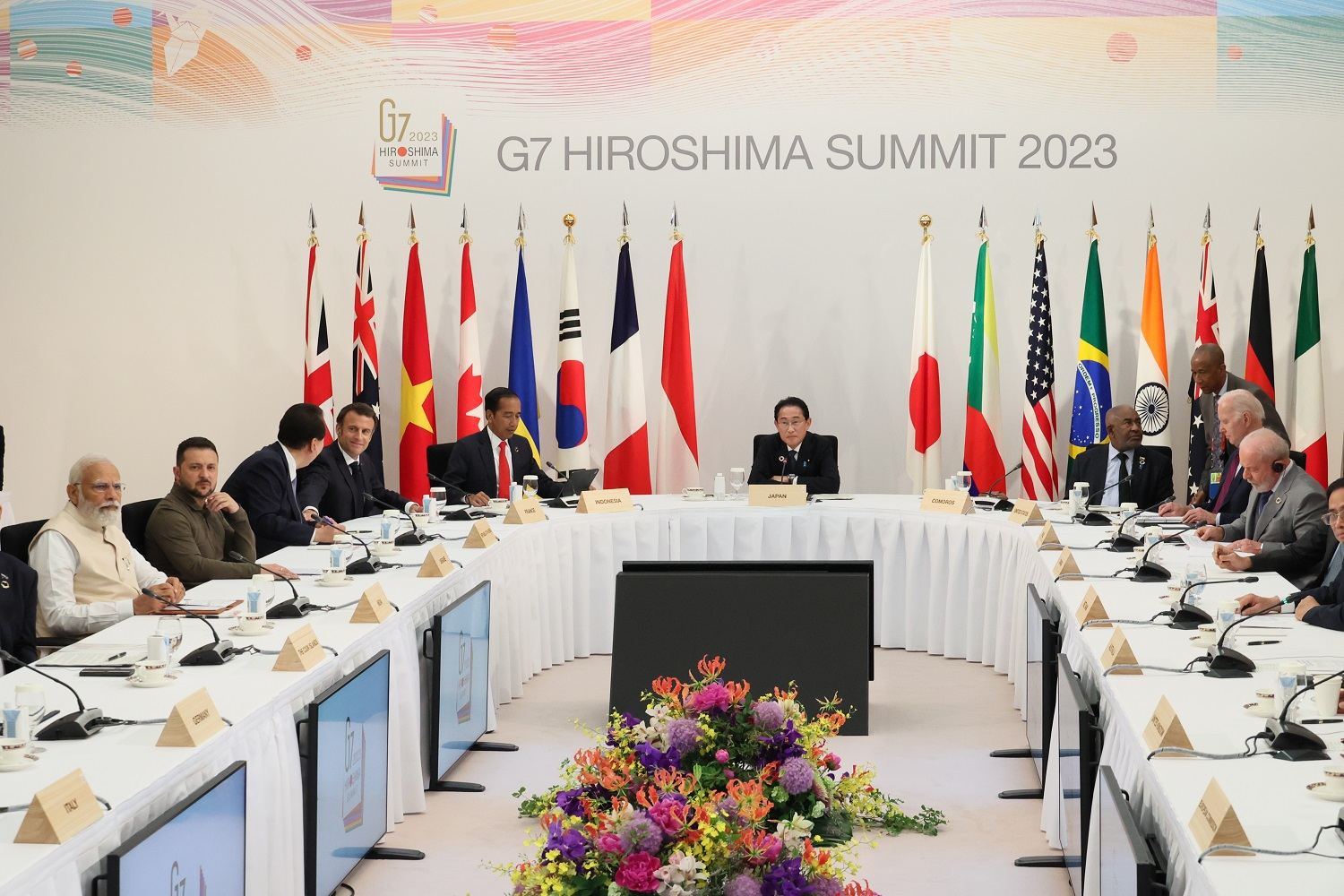
49-й саміт G7

Зеленський розповідав, що виріс у радянській єврейській нерелігійній сім'ї. Зеленський доповнив: 
Звісно, я вірю в Бога. Але я говорю з ним тільки в ті моменти, які є для мене особистими і важливими, і де я почуваюся комфортно в цих місцях. 
На запитання про відвідування церковного богослужіння, як низка президентів України, Зеленський сказав: «Я вважаю, що це взагалі, чесно кажучи, моя особиста справа, моє внутрішнє. Але я це транслювати на весь світ, по телевізору, чесно кажучи, не хотів би… Це може буде один з тих небагатьох моментів, коли я зможу побути зі своєю сім'єю без журналістів, без камер. Річ не в журналістах, без камер. Ну, не всім треба це, мені здається». 

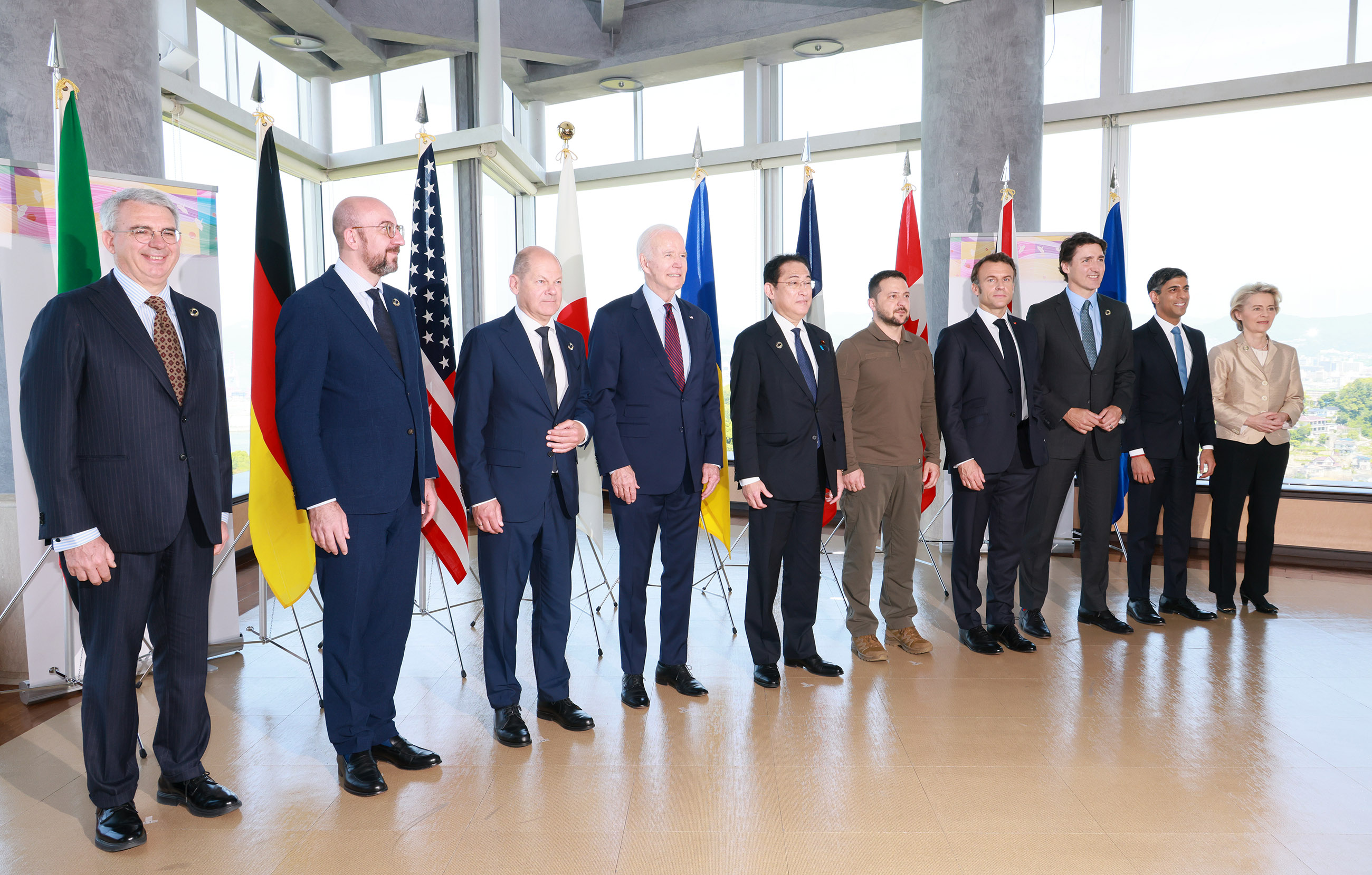
49-й саміт G7

## Телепроєкти

### В Україні
- «Вечірній квартал» (актор) — «Інтер» (пізніше «1+1»)
- «Розсміши коміка» (суддя, комік) — «Інтер» (пізніше «1+1»)
- «Ліга сміху» (ведучий) — «1+1»
- «Київ Вечірній» (ведучий) — «Інтер» (пізніше «1+1»)
- «Вишка» (суддя) — «1+1»[163]
- «Танці з зірками» (учасник та переможець 1-го сезону, член журі 5-го сезону) — «1+1»
- «Форт Буаяр» (учасник) — «1+1»
- «Хочу до «ВІА Гри»» (ведучий) — «1+1»[164]
- «Бійцівський клуб» (ведучий) — «Інтер»[165]
- «Містер Кук» (ведучий) — «Інтер»
- «Пісня року» (ведучий) — «Інтер»[166]
- «Службовий романс» (ведучий) — «Інтер»
- «Crimea Music Fest» (ведучий) — «Інтер»

### У Росії
- 2006, 2010—2012 — телевізійні концерти «Вечірнього кварталу» (ТВ Центр, СТС, «Росія-1»)
- 31.07.2010 — «Нова хвиля 2010. День прем'єр» («Росія-1») — один з ведучих
- 2011 — «Фактор А. 1 сезон» («Росія-1») — ведучий з Філіпом Кіркоровим
- 27.07.2011 — «Нова хвиля 2011. День світового хіта» («Росія-1») — один з ведучих
- 2011 — «Магія» («Росія-1») — ведучий з Тетяною Лазарєвою
- 31.12.2011 — «Новорічний парад зірок-2012» («Росія-1») — ведучий з Максимом Галкіним
- 2012 — «Розсміши коміка (російська версія)» («Росія-1») — ведучий з Романом Ємельяновим і Максимом Галкіним
- 25.07.2012 — «Нова хвиля 2012. День світового хіта» («Росія-1») — один з ведучих
- 31.12.2012 — «Новорічний парад зірок-2013» («Росія-1»)
- 2013, 2014 — «Перший/другий новорічний вечір» («Росія-1») — ведучий з Максимом Галкіним
- 24.07.2013 — «Нова хвиля 2013. День світового хіта» («Росія-1») — один з ведучих
- 31.12.2013 — «Новорічний парад зірок-2014» («Росія-1»)
- 12.08.2016 — «Юрмала-2016» («Росія-1»)

## Фільмографія
Володимир Зеленський брав участь у виробництві понад двох десятків кінофільмів і телесеріалів як актор.

### Телефільми
- 2003 — «За двома зайцями», телефільм-мюзикл (сценарист)
- 2005 — «Три мушкетери», телефільм-мюзикл (сценарист, актор)
- 2005 — «Їсти подано!», телефільм (сценарист)
- 2007 — «Дуже новорічне кіно, або ніч в музеї», телефільм-мюзикл (сценарист, актор)
- 2010 — «Як козаки…», телефільм-мюзикл (актор, продюсер)
- 2014 — «1+1 удома», телефільм-мюзикл (актор)
- 2014 — «1+1 удома 2: 8 березня», телефільм-мюзикл (актор)

### Телесеріали
- 2004 — «Казанова мимоволі», мінісеріал (актор)
- 2004 — «Міліцейська академія», серіал (актор)
- 2008–2017 — «Свати», серіал (сценарист, продюсер)
- 2009 — «Чудо», серіал (продюсер)
- 2011 — «Дівоче полювання», серіал (продюсер)
- 2011 — «Чемпіони з підворіття», серіал (продюсер)
- 2012 — «Татки», серіал (продюсер)
- 2012 — «Мамці», серіал (продюсер)
- 2014 — «Одного разу під Полтавою», телесеріал (голос за кадром)
- 2015–2019 — «Слуга народу», телесеріал (актор)
- 2016 — «Пацики», телесеріал (продюсер)

### Повнометражні фільми
- 2009 — «Кохання у великому місті» (актор)
- 2010 — «Кохання у великому місті 2» (актор)
- 2011 — «Службовий роман. Наш час» (актор)
- 2012 — «Я буду поруч» (продюсер)
- 2012 — «8 перших побачень» (актор)
- 2012 — «Ржевський проти Наполеона» (актор, продюсер)
- 2014 — «Кохання у великому місті 3» (актор, продюсер)
- 2015 — «8 нових побачень» (актор)
- 2016 — «8 кращих побачень» (актор)
- 2016 — «Слуга народу 2 (фільм)» (актор)
- 2018 — «Я, ти, він, вона» (актор, режисер, продюсер)

### Актор дубляжу
- 2008 — «Хортон» (актор дубляжу, Мер Хтовська Дрібняк)
- 2011 — «Рейган[en]» (актор дубляжу, Рональд Рейган)[167][168]
- 2014 — «Пригоди Паддінгтона» (актор дубляжу, Паддінгтон)
- 2015 — «Савва. Серце воїна[en]» (актор дубляжу, вовк Анга)[169][170]
- 2016 — «Angry Birds у кіно» (актор дубляжу, пташка Ред)
- 2017 — «Пригоди Паддінгтона 2» (актор дубляжу, Паддінгтон)
- 2018 — «Я, ти, він, вона» (актор дубляжу, Максим)

### Документальні фільми
- 2020 — «Рік президента Зеленського»
- 2020 — «Два дні з Володимиром Зеленським»[171][172].
- 2022 — «Рік. За кадром: День Президента»

## Відзнаки, нагороди та визнання

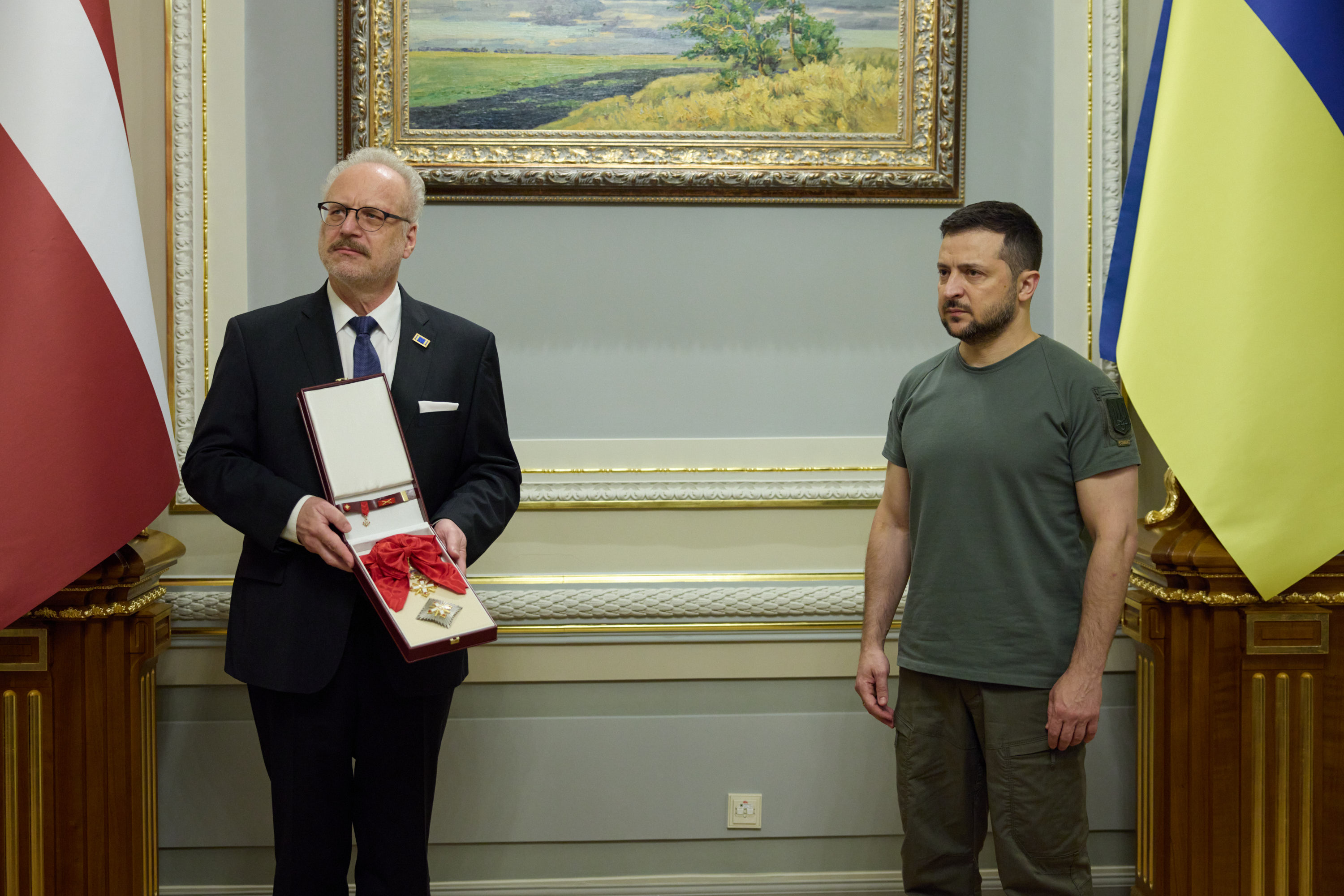
Президент Латвії Егілс Левітс нагороджує Президента України Орденом Вієстура

### Відомчі відзнаки України
- Почесна грамота Кабінету Міністрів України (23 червня 2003) — за вагомий особистий внесок у реалізацію державної молодіжної політики, підтримку соціального становлення і розвитку молоді та з нагоди Дня молоді[173];
- Почесна грамота Національної ради України з питань телебачення і радіомовлення (26 січня 2011) — за вагомий внесок у розвиток електронних засобів масової інформації України, високу професійну майстерність та сумлінну працю[174].

### Іноземні державні нагороди
- Великий хрест Ордена Вієстура (2 березня 2022 року, Латвія) — на честь особистої мужності та лідерства Володимира Зеленського у захисті загальноєвропейських цінностей, що керує героїчною боротьбою всього українського народу проти російської агресії[175];
- Великий хрест Ордена Білого лева (7 березня 2022 року, Чехія) — за проявлену мужність і хоробрість[176];
- Орден Вітовта Великого із золотим ланцюгом (9 березня 2022 року, Литва) — за заслуги у захисті свободи та демократичних цінностей в Європі разом з українським народом і за особистий внесок у розвиток міждержавних відносин між Литовською Республікою та Україною[177][178];
- Державна премія Александра Дубчека (27 березня 2022 року, Словаччина) — символ свободи та надії[179];
- Премія Вінстона Черчилля за лідерство (26 липня 2022 року, Велика Британія) — за лідерство та неймовірну мужність, непокору та гідність перед варварським вторгненням Путіна[180];
- Великий хрест Ордена Почесного легіону (8 лютого 2023 року, Франція)[181];
- Орден Білого Орла (11 квітня 2023 року, Польща) — на знак визнання видатних заслуг у поглибленні дружніх і всебічних відносин між Республікою Польща і Україною, за розвиток співробітництва в ім'я демократії, миру і безпеки в Європі та за непохитність у захисті невід'ємних прав людини[182][183];
- Нагороджений пістолетом CZ 75 з серійним номером 22 (28 квітня 2023 року, Чехія)[184][185]
- Міжнародна премія імені Карла Великого (14 травня 2023 року, Німеччина)[186].
- Великий ланцюг Ордена Свободи (24 серпня 2023 року, Португалія)[187].

### Нагороди міст і адміністративно-територіальних одиниць іноземних держав
- Відзнака «Герб Таллінна» (ест. Tallinna vapimärk) від Міських зборів Таллінна (15 травня 2022 року, Естонія)[188].

### Іноземні громадські нагороди
- Премія «Орел» імені Яна Карського (25 лютого 2022 року, Польща) —за героїчну оборону України та моральні цінності західної цивілізації[189];
- Премія свободи імені Рональда Рейгана (7 березня 2022 року, США) — за його мужню боротьбу з тиранією та за його незламну позицію щодо свободи та демократії[190][191];
- «Profile in Courage Award» від Фонду бібліотеки колишнього президента США Джона Кеннеді (23 квітня 2022 року, США) — за патріотизм і невтомну жертовність українського народу в боротьбу за свою країну[192];
- Премія Бориса Нємцова (12 червня 2022 року, Росія) — за виняткову відвагу у боротьбі за демократичні цінності та права людини[193];
- Філадельфійська медаль Свободи (8 листопада 2022 року, США) — за лідерство у боротьбі за свободу;
- Премія «Пульсація надії»[en] (22 листопада 2022 року, США).
- Орден «Честь Нації» (27 листопада 2022, Ічкерія) — за визначні заслуги та самовіддані дії за свободу і демократію у всьому світі, за особисті заслуги перед чеченським народом[194];
- Орден імені Джохара Дудаєва (27 листопада 2022, Ічкерія) — за визначні заслуги та самовіддані дії за свободу і демократію у всьому світі, за особисті заслуги перед чеченським народом[194].

### Визнання
- Найвпливовіший єврей світу (2022) за версією ізраїльського видання «The Jerusalem Post»[195];
- Людина року (2022) за версією «Financial Times»[196][197];
- Людина року (2022) за версією «Time»[198];
- Найвпливовіша людина Європи (2022), за версією «Politico»[199];
- Людина року (2022) за версією журналу «Profil»[200][201].
- Мрійник року (2023), за версією «Politico»[202]
- Один із 15 лідерів у категорії «Державне управління» (2023) у рейтингу «Список лідерів України УП-100» видання Українська правда[203].

### Почесні наукові ступені
- Ступінь почесного доктора (Doctor of Humane Letters, honoris causa), Мейнор коледж (Manor College) (12 травня 2022 року, США)[204].

### Телетріумф
| Рік  | Номіновано                                                  | Категорія                                                    | Результат | Посилання |
| ---- | ----------------------------------------------------------- | ------------------------------------------------------------ | --------- | --------- |
| 2013 | Володимир Зеленський за «Вечірній Квартал»                  | «Ведучий/ведуча розважальної програми»                       | Перемога  | [ 205 ]   |
| 2013 | Продюсерська група «Сказочная Русь»                         | «Продюсер (продюсерська група) телевізійної програми»        | Перемога  | [ 206 ]   |
| 2013 | Сценарна група програми «Вечірній Квартал»                  | «Сценарист (сценарна група) телевізійної програми»           | Перемога  | [ 206 ]   |
| 2012 | Володимир Зеленський і Валерій Жидков за «Вечірній Квартал» | «Ведучий/ведуча розважальної програми»                       | Перемога  | [ 207 ]   |
| 2012 | Сценарна група програми «Вечірній Квартал»                  | «Сценарист (сценарна група) телевізійної програми»           | Перемога  | [ 207 ]   |
| 2010 | Володимир Зеленський                                        | «Сценарист телепрограми»                                     | Перемога  | [ 208 ]   |
| 2010 | Продюсерська група «Свати»                                  | «Продюсер (продюсерська група) телевізійного фільму/серіалу» | Перемога  | [ 208 ]   |

## Військові звання
- Солдат, військово-облікова спеціальність — діловод, військову службу не проходив[209].

## Оцінки діяльності
До початку президентства та на його початку критики закидали Володимиру Зеленському поширення принизливих стереотипів та жартів, неприйнятних з позиції українського громадянина та патріота. Український кризовий медіа-центр називає антиукраїнськими жарти про Путіна і «долю всієї України», порівняння томосу з «термосом», про «ебонітові палички для „Беркуту“», щоб бити ними майданівців; про Україну як порноакторку, «готову прийняти в будь-якій кількості з будь-якого боку»; про «погрозу» забрати українських повій з Москви у відповідь на окупацію Криму; про Ющенка — «синьйора-Голодомора» та інші.
Коли в 24 лютого 2022 року Росія відкрито напала на Україну, оцінки діяльності президента змінилися на майже виключно позитивні. За визнанням західних критиків, «мало хто зі сторонніх очікував, що Зеленський, колишній комічний актор, який, на розчарування американських чиновників, тижнями ігнорував або применшував попередження США про неминуче вторгнення, перетвориться на лідера, який відповідатиме цьому моменту в історії його країни».

### До 2013

#### Жарт про Голодомор
У листопаді 2012 року, у День вшанування жертв голодоморів, телеканал Інтер транслював розважальну телепередачу 95-го Кварталу, в якій актори глузували («сеньйор Голодомор») з 3-го Президента України Віктора Ющенка та його зусиль щодо вшанування Голодомору. Деякі користувачі Інтернету та глядачі в коментарях стали на захист Зеленського, виправдовуючи його тим, що телеканал міг транслювати раніше записану передачу і сам Зеленський нібито не пішов би аж до демонстративного приурочення подібних жартів до цієї події. Однак деякі опоненти Зеленського вважають його насмішкувате ставлення до всього українського в Україні системним. Н. Дзюбенко-Мейс вважає, що Зеленський живе в Україні, але в своєму світосприйнятті є чужим їй.

### 2013—2015

#### Вибачення перед Рамзаном Кадировим
На початку жовтня 2014 року з'явилася інформація, що Зеленський та Студія «95 квартал» випустили скетч, де вони висміяли Рамзана Кадирова, президента Чечні. У середині жовтня 2014 року Зеленському стали погрожувати за жарт про Кадирова в ефірі програми студії «Квартал 95». Після цього, того ж місяця, у жовтні 2014 року, Зеленський вибачився перед Кадировим. Згодом українська поліція повідомляла в листопаді 2015 року, що на Зеленського готували замах друзі Кадирова.

#### Уникнення призову
Після початку збройної агресії РФ проти України Зеленський 18 квітня 2014 року отримав повістку до військкомату, але до армії не пішов. Факт надсилання такої повістки 13 квітня 2019 року оприлюднила пресслужба Міністерства оборони України та підтвердив колишній командир 43-го батальйону «Патріот» Сергій Мацейко, а про отримання повістки мати шоумена розповіла ще в 2014 році. Сам Володимир Зеленський тоді ж, 2014 року, прокоментував ситуацію з надходженням повістки так:

| «Ну а що робити, я військовозобов'язаний. Якщо треба — піду воювати»[220] |
Так само Володимиром Зеленським були проігноровані наступні три повістки, відповідно за 23 червня та 15 серпня 2014 року й повістка за 10 травня 2015 року.
Народні депутати України Олександр Бригинець, Юлій Мамчур та Тетяна Чорновол спрямували депутатський запит міністру оборони Степану Полтораку «Щодо проведення перевірки обставин, пов'язаних з ухиленням від призову на строкову військову службу до Збройних Сил України громадянина України Зеленського В. О.», у котрому просили міністра оборони, у разі виявлення в діях Зеленського ознак вчинення протиправних діянь, притягнути винну особу до відповідальності, встановленої законами України.
19 червня 2019 року (через місяць після обрання Зеленського президентом) було опубліковано офіційну відповідь від Міністерства оборони України, в якій спростовано свою ж інформацію про ухилення від призову. Як вказано у повідомленні, протягом мобілізації 2014—2015 років Зеленський на військову службу не призивався.
28 травня 2020 року в ВРУ зареєстровано поданий Володимиром Зеленським законопроєкт № 3553 «про внесення змін до деяких законодавчих актів України щодо удосконалення окремих питань виконання військового обов'язку та ведення військового обліку» [Архівовано 29 травня 2020 у Wayback Machine.], яким передбачено запровадження нового виду військової служби — військової служби за призовом осіб з-поміж резервістів та пропонується в кілька разів збільшити штрафи за порушення військовозобов'язаними чи призовниками законодавства про військовий обов'язок і військову службу, а також передбачено покарання шляхом позбавленням волі на строк від трьох до п'яти років за ухилення від призову під час мобілізації.

### 2016—2018

#### Скандальні вислови на музичному фестивалі в Юрмалі
Виступ Зеленського в латвійській Юрмалі під час фестивалю перед переважно російською публікою з пародійним номером на чинного на той час президента Петра Порошенка, експрезидента Віктора Януковича та мера Києва Віталія Кличка викликав критику в Україні. У ньому він назвав Україну «жебраком», а також «актрисою німецького фільму для дорослих», яка «готова прийняти будь-яку кількість з будь-якого боку», «що таке Україна та чому у неї варто викидати гроші», згодом зазначивши, що йдеться про владу, а не країну загалом. Віталій Портников висловив думку, що «Зеленський — породження сучасного вітчизняного „почуття гумору“, низькопробного, позбавленого смаку, міщанського та обмеженого». До цього студія подавала в Держкіно заявку на підтримку своїх проєктів у розмірі ₴50 млн, з яких ₴15 млн на повнометражний фільм за мотивами телесеріалу «Слуга народу». Після скандалу Володимир Зеленський повідомив про відмову від подання.

#### Виступ проти заборони серіалу «Свати»
У листопаді 2017 року Зеленський виступив проти заборони трансляції в Україні свого серіалу «Свати», причиною якої стала участь у серіалі російського актора Федора Добронравова, який у квітні 2014 року схвалив тимчасову анексію Криму Росією, незаконно перетинав український кордон, відвідуючи Крим, та в червні 2014 року разом з групою росіян побив Валентину Бардакову та її чоловіка Геннадія через те, що Валентина образливо висловилася про Путіна.
12 квітня 2019 року стало відомо, що адвокат Сергій Кальченко (представник Зеленського на виборах Президента 2019) від імені ТОВ «Кіноквартал» допомагав скасувати заборону на в'їзд Добронравову. Це відбулося під час розгляду позову до Окружного адмінсуду Києва проти Мінкульту, Держкіно та СБУ. У червні 2019 року трансляцію телесеріалу «Свати» за участі низки осіб, що порушували законодавство України, було відновлено.

#### Новорічне вітання 2018 року
У ніч проти Нового року 31 грудня 2018 року на 1+1 замість традиційного привітання президента виступив Зеленський, підтвердивши свою участь на президентських виборах 2019 року. Привітання президента показали згодом, в перші хвилини 2019 року.

### Офшори, бізнес у Росії та фільми про КДБ
2010 року майже всі акції «Кварталу» викупила офшорна компанія Art Fox Studios. Зеленському лишилась символічна одна сота відсотка. Інформацію спершу розмістили на офіційному сайті студії, а згодом прибрали. За кілька днів до Нового року, і власне заяви Зеленського про майбутнє президентство, в реєстрі Мін'юсту змінилися кінцеві власники «Кварталу». Замість кіпріота з Нікосії ними знову стали Зеленський та брати Шефіри, які заснували студію, а також Тимур Міндіч — довірена особа бізнесмена Ігоря Коломойського.
Згідно з розслідуванням програми «Схеми», попри заяву Зеленського про закриття свого бізнесу в Росії 2014 року, він має через посередників три російські компанії, які займаються виробництвом кіно та відеофільмів і телевізійних програм в Росії: «Вайсберг Пікчерс», «Платинумфільм» і «Грін Філмс». Зеленський згодом заявив про вихід зі складу кіпрської компанії Green Family LTD, якій належить російська кінокомпанія «Грін Філмс».
Сама корпорація «Грін Філмс» займається створенням російських серіалів, зокрема «Петля Нестерова» (2015), у якому прославляють КДБ та міліцію СРСР в 1980-х роках.

### Приховування маєтку в Італії
У березні 2019 року журналісти «Слідство.Інфо» з'ясували, що Зеленський має незадекларовану 15-кімнатну віллу в італійському місті Форте-дей-Мармі. Саме в цьому районі відпочивають російські бізнесмени Роман Абрамович, Олег Дерипаска та члени родини Бориса Єльцина, ця місцевість відома як «московська провінція». Будинок розташований в 600 метрах від моря — вісім хвилин пішки до пляжу. Його вартість 3,8 мільйона євро. Власник будинку — італійська фірма San Tommaso S.R.L., задекларована Зеленським.

### Відсутність на офіційному заході в Бабиному Яру
Володимир Зеленський не взяв участі в офіційних заходах, присвячених 78-м роковинам Бабиного Яру. Так він став першим Президентом України, який не був присутнім особисто на вшануванні пам'яті жертв трагедії. Після хвилі критики низка ЗМІ опублікувала спростування з посиланням на фото від пресслужби голови держави.

### Ставлення до розведення військ
26 жовтня 2019 року поспілкувався з ветеранами, які організували «Останній блокпост» на Донбасі на знак протесту проти можливого розведення військ. Зокрема він сказав до одного з військових (як потім з'ясувалось, це був Денис Янтар): «Денис, послухай мене. Я президент цієї країни. Мені 42-й рік. Я ж не лох якийсь. Я до тебе прийшов і сказав: зброю приберіть. А ти мене не переводь на акції… Я хотів побачити в очах розуміння, а побачив хлопця, який вирішив, що перед ним якийсь „лопух“ стоїть, і переводиш мене на іншу тему?», та «Пофіг, з ким перемир'я». На зауваження одного з ветеранів про сумнівність переговорів з так званими «ДНР» і «ЛНР» Зеленський відповів: «Та мені пофіг, з ким воно підписане. Нам же треба території повернути і припинити вбивства». «Місцеві люди хочуть відведення… Мені здається, що ми всі маємо працювати, щоб завершити війну. Але тут все ж головні наші військові. При всій повазі до вас, тут є командири і командуючий ООС, і саме вони займаються безпекою» — сказав він.

### Обмін полоненими та вітання Путіна
31 грудня 2019 року Володимир Зеленський провів телефонну розмову з Володимиром Путіним, під час якої привітав його «з прийдешніми святами» та «взаємним обміном» полонених, що відбувся 29 грудня.
Обмін 29 грудня часто критикувався за те, що в обмін на звільнених з полону громадян України, Україна відпускає громадян України, Росії та ще кількох країн, яким інкримінують розстріл Небесної сотні, тероризм і військові злочини, а також реально засуджених за ці злочини.
Попри те, що формально обмін було проведено між Україною та так званими «ДНР та ЛНР», а Путін себе стороною конфлікту не визнає, було повідомлено, що «сторони» почали домовлятися про новий обмін.

### Кумівство
15 квітня 2020 року Комітет виборців України заявив,

| «Упродовж першого року президентства В. Зеленського понад 30 осіб, які раніше працювали в структурах „Студії Квартал 95“, її дочірніх організаціях, надавали послуги компанії, співпрацювали із В. Зеленським на професійній основі, були знайомими, друзями, родичами В. Зеленського чи його оточення отримали державні посади. Із них 12 безпосередньо працювали в „Студії Квартал 95“.» |
У статті названі керівник Офісу Президента України Андрій Єрмак, перший заступник голови Офісу Президента Сергій Трофімов, заступник керівника Офісу Президента Юрій Костюк, перший помічник Президента Сергій Шефір, Генеральний директор Директорату з питань інформаційної політики Офісу Президента Ірина Побєдоносцева, голова СБУ Іван Баканов, ексрадник секретаря Ради національної безпеки і оборони України з питань реінтеграції і відновлення Донбасу Сергій Сивохо, радник міністра внутрішніх справ, колишній голова Служби зовнішньої розвідки України та експерший заступник голови СБУ Владислав Бухарєв, директор Департаменту стратегічної агентурної розвідки ГУР Міністерства оборони Олександр Пашков, голова Державного агентства України з питань кіно Марина Кудерчук, керівник Державного управління справами Сергій Борзов, член Національної ради України з питань телебачення і радіомовлення Тетяна Руденко, член Наглядової ради ПриватБанку Юлія Мецгер, державна уповноважена Антимонопольного комітету України Ірина Копайгора, заступник міністра внутрішніх справ Олександр Гогілашвілі, народні депутати України від партії «Слуга народу» Микола Тищенко, Юрій Корявченков, Олександр Кабанов, Максим Ткаченко, Олена Хоменко, Ольга Руденко, брати Руслан та Микола Стефанчуки, Олександр Завітневич, Валерій Стернійчук, Ігор Кривошеєв, Олександр Качура, Володимир Воронов, Роман Грищук, Ірина Борзова та Олександр Скічко.

### Проживання на державній дачі
У липні 2020 року програма «Схеми» радіо Свобода опублікувала журналістське розслідування щодо переїзду Володимира Зеленського із родиною на державну дачу Держуправління справами у Конча-Заспі, де проживають й інші колишні та чинні високопосадовці. У програмі з'явились докази, що для переїзду Зеленського з державного бюджету було витрачено майже 200 тис. грн на ремонт дачі. Після виходу програми Офіс президента України підтвердив цей факт, але зазначив, що президент проживатиме на державній дачі «тимчасово». Критику викликав той факт, що в квітні 2019 року в інтерв'ю РБК-Україна сам Зеленський, коментуючи наявність такого привілею для можновладців як державні дачі, заявляв, що не буде ними користуватися, сказавши: «нехай у цих резиденціях живуть дітки якісь. Ну якісь табори відпочинку, якісь люди, яким це дійсно потрібно. Ці резиденції — я не бачу в них взагалі ніякого сенсу».

### Вагнерґейт
22 липня 2021 року Шевченківський райсуд зобов'язав Державне бюро розслідувань почати досудове розслідування, за статтею 111 ККУ («державна зрада»), стосовно президента Володимира Зеленського та його оточення через зрив операції із затримання членів ПВК «Вагнера».

### Pandora Papers
3 жовтня 2021 року в британській газеті Ґардіан вийшла стаття «Виявлено: „антиолігархічні“ зв'язки президента України з офшорами» («англ. Revealed: ‘anti-oligarch’ Ukrainian president’s offshore connections»), в котрій опубліковано частину розслідування так званого «Досьє Пандори» (англ. Pandora papers) Міжнародного консорціуму журналістів-розслідувачів (англ. International Consortium of Investigative Journalists, ICIJ) стосовно причетності до офшорних схем Володимира Зеленського.
Документи Pandora Papers, нового витоку з 14 фірм, які реєстрували та обслуговували офшорні компанії, частково підтвердили схему переказування коштів від структур олігарха Ігоря Коломойського до офшорних фірм президента Володимира Зеленського та його соратників. Ці кошти могли бути частиною історії з виведення та відмивання грошей «ПриватБанку».
26 жовтня 2021 року Національне агентство з питань запобігання корупції оприлюднило результати перевірки декларації президента Володимира Зеленського. Відомство не виявило порушень, пов'язаних із розслідуванням Pandora Papers про приховані активи політиків. Щодо будинку Зеленського в Італії, то агентство повідомило, що він належить компанії Tommaso S.R.L, власником якої є Олена Зеленська, а тому не підлягає декларуванню.

### Оборона України
Речник Держдепартаменту США Нед Прайс відгукувався, що Зеленський «багато в чому представляє — навіть уособлює — демократичні прагнення та амбіції України — українського народу», а тому є ціллю № 1 для російської агресії.
«Володимир Зеленський грає роль, якої від нього майже ніхто не очікував: роль президента України воєнного часу», — писала газета «The New York Times».
Як пояснювала українська служба BBC, досі «Для виборців Зеленський був „російськомовною людиною зі Сходу України, яка вела свій бізнес російською мовою“.», тож Росія очікувала на його проросійську позицію. Попри це, «Російськомовна людина зі Сходу стала типовим українським патріотом […] А довіра до Росії та повага до авторитарного уряду Володимира Путіна суттєво зменшилася».
Згідно з опитуванням соціологічної групи «Рейтинг» 26-27 лютого 2022, 91 % опитаних підтримують дії Володимира Зеленського. У лютому 2023 ця цифра зменшилася до 63 % (повністю або скоріше схвалюють), у червні 2024 — до 56 %.
Зеленський різко критикував позицію НАТО, що Альянс, попри запровадження суворих санкцій проти Росії, не запроваджує безпольотну зону над Україною та не надсилає Україні військові літаки, побоюючись спровокувати Росію на війну проти себе. Президент України застерігав Захід, що Путін складає загрозу для світу в цілому. Президент США Джо Байден натомість погодився припинити купувати російську нафту. У CNN відгукнулися про Зеленського, що «Якщо одна людина коли-небудь змінила світ, мало хто зробив це так швидко, як Зеленський».
Зеленського звинувачують у здачі Росії півдня України на початку війни.

## Статки та фінансові зобов'язання
У податковій декларації Зеленського за 2017 рік показано 7,3 млн грн прибутку, квартиру в Ялті, рахунки в «ПриватБанку», та пізніше внесено зміни — додано інформацію про кіпрську компанію «Green Family». Також у декларації про свої доходи за 2017 рік Зеленський вказав:
- будинок площею 353 м² та земельна ділянка на 12 соток у селі Іванковичі на Київщині, 3 квартири у Києві площами 254, 198 та 131 м²; квартира у Великій Британії площею 91 м², з 2 паркувальними місцями у власності разом з дружиною.
- Зеленський має Land Rover (2016 року випуску), а його дружина Олена — Mercedes-Benz S 500 4 Matic (2014 року випуску).
- годинники марок Breguet, Tag Heuer, Rolex, Piaget, ювелірні вироби від Graff, Bovet, Breguet.
- боргові цінні папери, акції компанії, які прописані на Кіпрі та Британських Віргінських Островах. Корпоративні права є у компаніях «Кіноквартал», «Студія квартал-95», «Зеларі фіш», «Продюсерський центр „Ліга сміху“», «Анімаційна студія 95», «Квартал ТВ», «Інвест аніма», «Гауді студіо» і «Квартал-концерт».
- володіє також юридично оформленими фірмами із пропискою в Україні, Італії, Кіпрі, Белізі та Британських Віргінських островах. Додатково він має патенти, знаки для товарів і послуг.

За результатами аналізу податкової декларації Зеленського за 2018 рік станом на 1 січня 2019 року він володів активами на суму приблизно в 16 200 000 доларів США по середньозваженому курсу на момент покупки, при цьому

| найбільша сума покупок і накопичень були здійснені в період з 2014 до 2018 року. На 15,5 мільйонів доларів (як мінімум) сім’я Зеленського поповнила свої активи за час війни України з Росією[289]. |
Наприкінці 2019 року Зеленський вказав в декларації суттєві зміни в майновому стані. Так, він отримав 4,8 мільйона гривень роялті від ТОВ «Квартал 95», а також 104 тисячі гривень за користування торговою маркою, тоді як роялті за 2018 рік складало лише 4 тисячі гривень.
У податковій декларації Зеленського за 2017 рік відсутні об'єкти для декларування. А у податковій декларації за 2018 рік задекларовано три фінансові зобов'язання на загальну суму приблизно 2 100 000 доларів США. Це два кредити на 200 тисяч гривень та 400 тисяч гривень, взяті в січні 2018 року відповідно в акціонерних товариствах «ОТП Банк» та Комерційний банк «Приватбанк», а також взята в грудні 2017 року позика на суму 1 775 935 фунтів стерлінгів в компанії «Фільм Херітейдж інк» (англ. «Film Heritage inC.») з Белізу. Згідно з розділом 9 декларації Зеленського за 2018 рік, кінцевими бенефіціарними власниками компанії-позичальника «Фільм Херітейдж інк» вказані сам Володимир Зеленський та його дружина Олена.
Згідно з декларацією за 2019 рік, Зеленський заробив 26,6 млн грн, було також вказано численні об'єкти нерухомості та колекцію дорогих годинників. При цьому з травня 2019 він залишив бізнес, президентська зарплатня склала 208 тис. грн. Родина Зеленського здійснила продаж родині Сергія Шефіра корпоративних прав дванадцяти українських підприємств на загальну суму 246 тисяч гривень, тобто, в середньому, по 20,5 тисяч гривень за кожну фірму. Одночасно Олена Зеленська отримала від Сергія Шефіра, першого помічника президента Зеленського, позику в розмірі 5 мільйонів гривень, котра була повернута до кінця звітного 2019 року. Загальний дохід сім'ї Зеленського за 2019 рік перевищив 28,6 мільйона гривень.
2 липня 2020 року зізнався, що подані ним у декларації за 2019 рік відомості були неповними. Як оголошено в повідомленні пресслужби президента, оприлюдненому на його сайті, 2019 року сім'я Зеленського також отримала від реалізації облігацій внутрішньої державної позики України (ОВДП) кошти на загальну суму 5,1 млн гривень та придбала нових ОВДП на суму 5,2 млн гривень. В Офісі Президента зауважили, що, згідно з чинним законодавством, Зеленський був зобов'язаний протягом 10-ти днів з часу купівлі та продажу ОВДП повідомити про суттєві зміни в майновому стані до Реєстру декларацій, але такого повідомлення не надходило.

## Назви на честь Володимира Зеленського
- Ausichicrinites zelenskyyi — викопна морська лілія. Перша, у якої виявили ознаки відрощення втрачених кінцівок. Це перший представник голкошкірих юрського періоду, якого знайшли на африканському континенті[297][298].

## Вшанування
У місті Гарлоу у Сполученому Королівстві відкрили Авеню Зеленського.
У селі Тарасівка (Київська область) в новоствореному містечку для переселенців (Містечко Хансена) названо бульвар на честь Володимира Зеленського.